# Angelotto Fosco

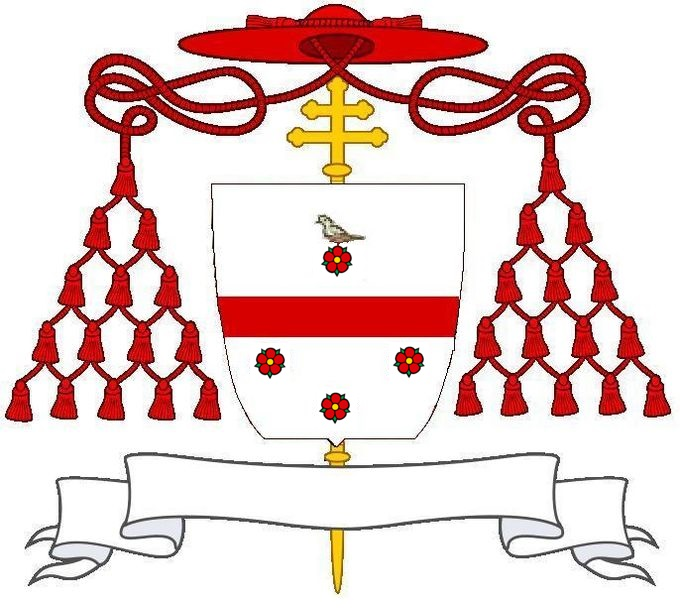
Kardinalswappen von Angelotto Fosco (moderne Nachzeichnung)

Angelotto Fosco (* 1378 in Rom; † 12. September 1444 ebenda) war ein stadtrömischer Geistlicher, Bischof und Kardinal der Römischen Kirche. Sein Nachname wird auch als Foschi oder als de Fuschis wiedergegeben.

## Leben
Angelotto Fosco stammte aus einer Familie der stadtrömischen Mittelschicht. Er war Kanonikus der Lateranbasilika und wurde von Papst Martin V. zum Päpstlichen Kämmerer ernannt. Am 4. Februar 1418 wurde er Bischof von Anagni, die Bischofsweihe spendete ihm am 20. November desselben Jahres in Mantua der Papst persönlich. Bereits am 14. Februar 1418 war er zum Kommendatarabt des Klosters Santa Maria della Gloria in Florenz ernannt worden. Am 22. Mai 1426 wechselte er auf den Bischofssitz in Cava und wurde dort am 11. Juli 1428 inthronisiert. Er war befreundet mit Kardinal Gabriel Condulmer, dem späteren Papst Eugen IV.
Im Konsistorium vom 19. September 1431 erhob Papst Eugen IV. ihn zum Kardinalat und ernannte ihn zum Kardinalpriester der Titelkirche San Marco. Er war päpstlicher Legat beim Konzil von Basel und später in Ferrara. 1437 war er Erzpriester der Lateranbasilika und in demselben Jahr wurde er Camerlengo des Kardinalskollegiums.
Am 12. September 1444 wurde Kardinal Fosco vom Sohn einer Hausangestellten, den er in seinem Hause aufgezogen hatte, im Schlaf ermordet. Er wurde in der Kirche Santa Maria sopra Minerva beigesetzt. Im Jahre 1676 wurden seine Gebeine in die Lateranbasilika überführt.